# Grenzadler

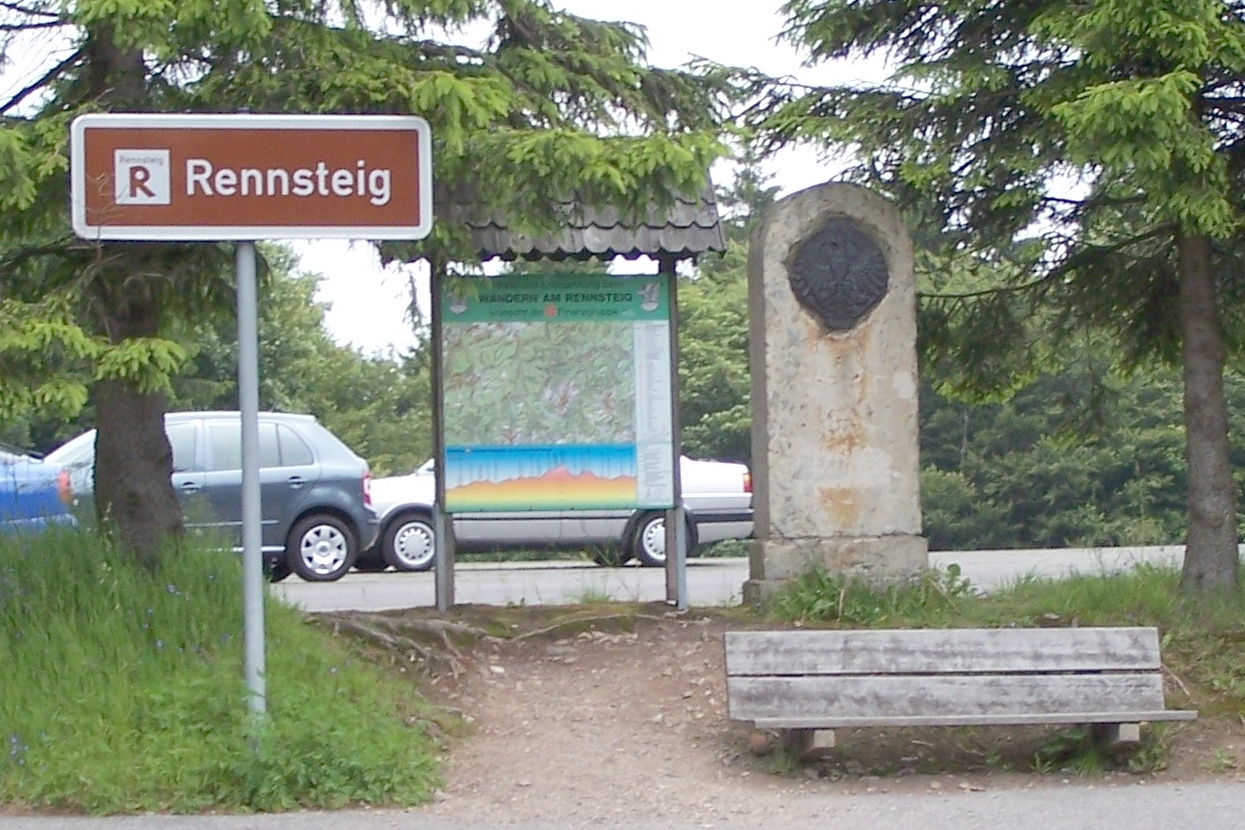
Grenzadler am Rennsteig bei Brotterode

Als Grenzadler werden Grenzsteine mit dem preußischen Staatswappen bezeichnet. Man findet derartige Steine an den ehemaligen Grenzübergangsstellen, jeweils auf preußischem Gebiet stehend. Oft wurden entsprechende Wappensteine des angrenzenden Staates auf dessen Seite in Sichtweite errichtet oder waren schon vorhanden.
Bei der Aufstellung wurden genormte Steine verwendet. Jeder Stein ragte ca. 1,50 bis 1,80 m aus dem Boden hervor. Die Oberseite war stets abgerundet. Auf der Seite, die der Straße zugewandt ist, wurde eine normierte gusseiserne Metallplatte mit dem preußischen Staatswappen (Adler) eingelassen.
Obwohl Grenzsteine auch nach den Gesetzen der DDR als Rechtsdenkmale und Grenzpunkte unter gesetzlichem Schutz standen, wurden die markanten Grenzadler oft schon 1945 entfernt oder die Wappentafel ausgebrochen. Nach der politischen Wende bemühten sich zahlreiche Heimatvereine um eine Restaurierung oder Neuanfertigung derartiger Steine, da sie heute als Geschichtsdenkmal und touristische Sehenswürdigkeit betrachtet werden.

## Weitere Beispiele

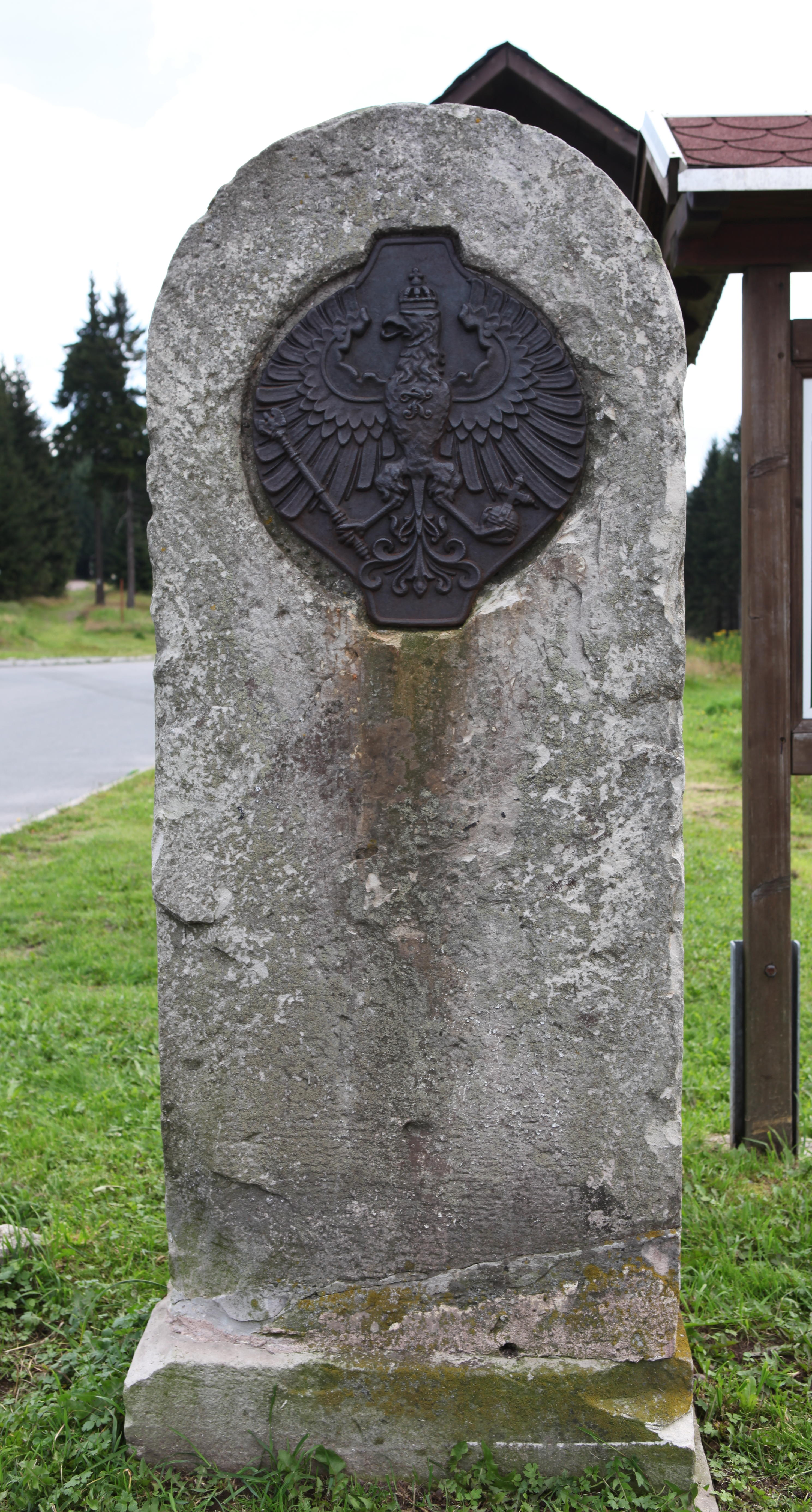
Oberhof, Thüringen, Grenzadler (Oberhof)
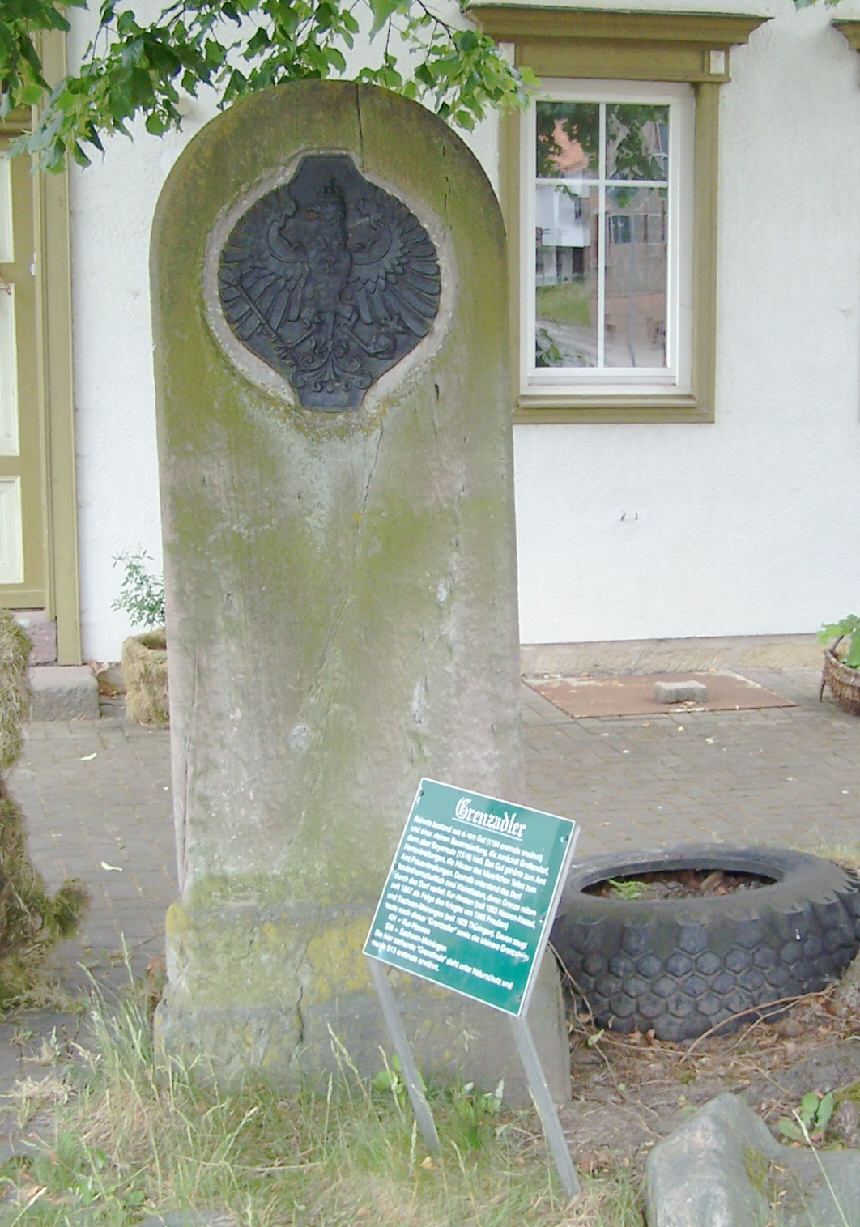
Bad Liebenstein, Thüringen, OT Bairoda
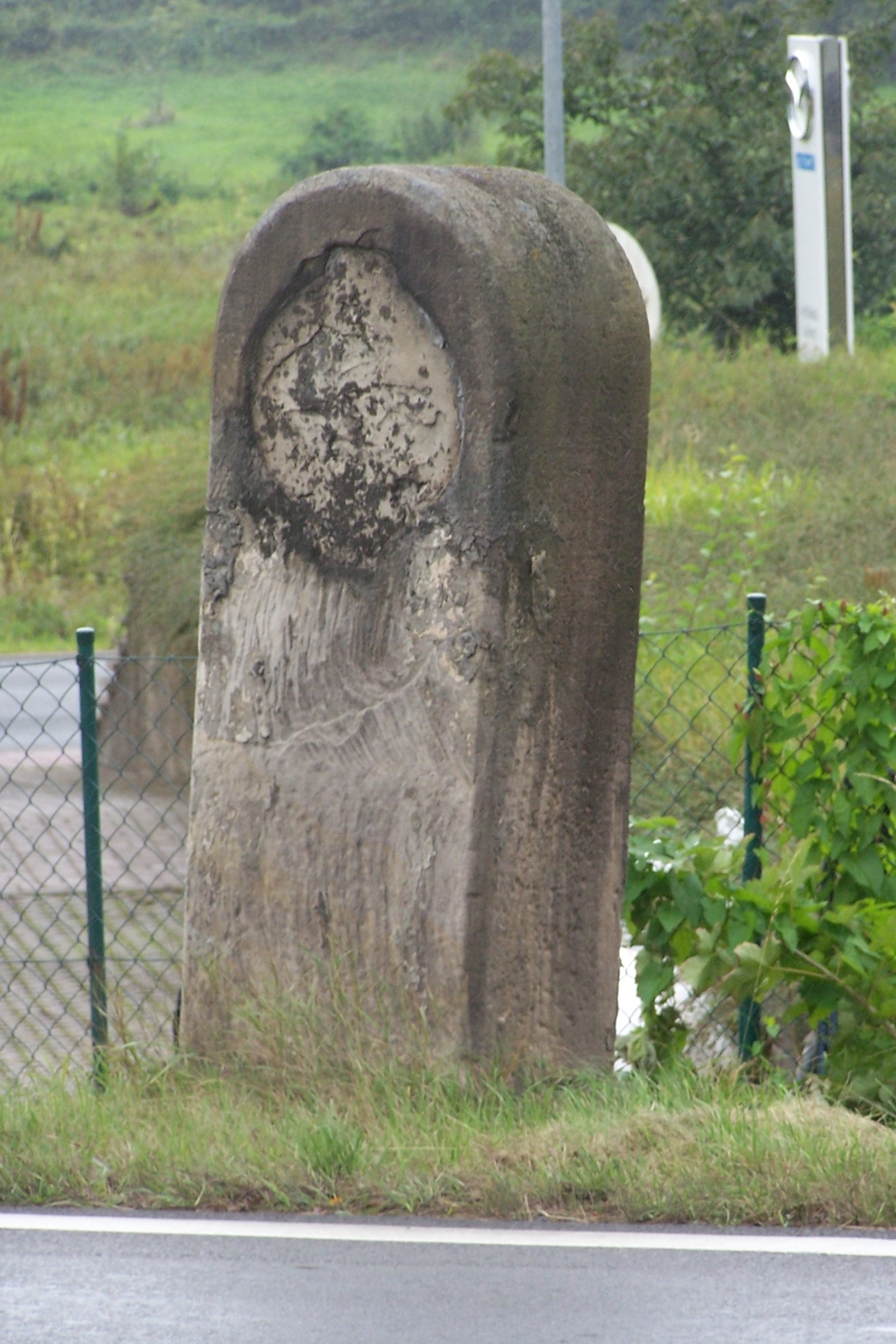
Barchfeld, Thüringen
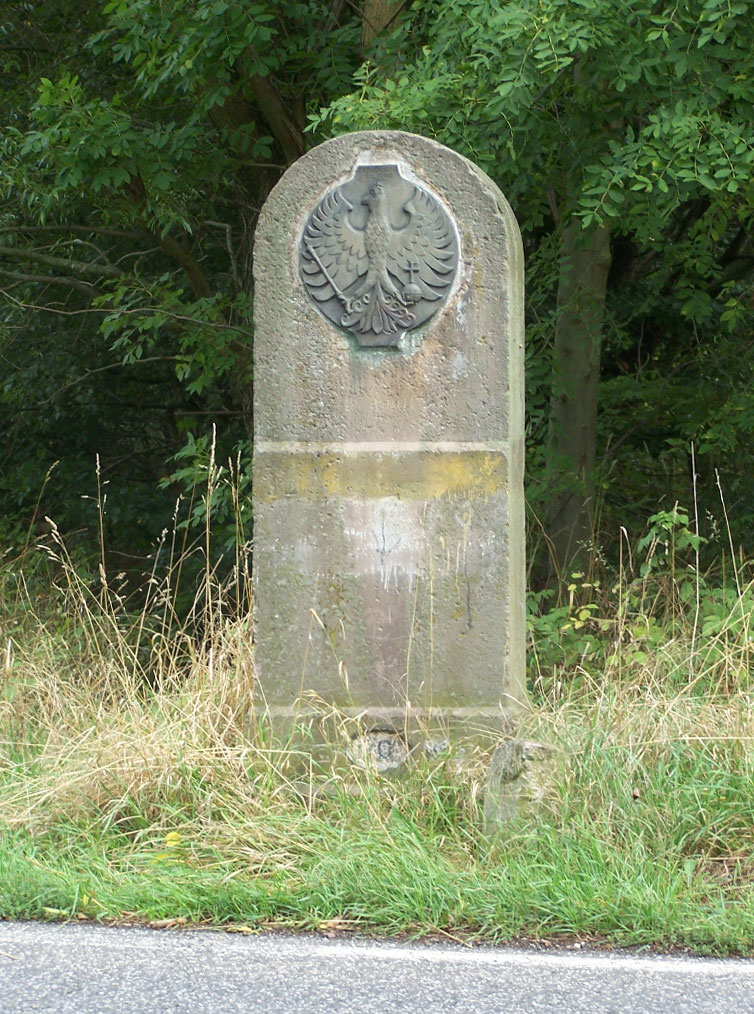
Wildeck, Hessen, „Am Grenzadler“